# Krankenhaus Reinbek St.Adolf-Stift
Das Krankenhaus Reinbek St.Adolf-Stift ist ein Krankenhaus in Reinbek. Es übernimmt die Aufgaben eines Akutkrankenhauses  der Regelversorgung für Reinbek und Umgebung und zugleich eines Schwerpunktversorgers für die Region in vielen Fachgebieten. Es ist ein Lehrkrankenhaus der Universität Hamburg und unterhält seit 1952 eine eigene Gesundheits- und Krankenpflegeschule, heute einen Campus für Gesundheitsberufe. Das St. Adolf-Stift verfügt im Krankenhausplan des Landes Schleswig-Holstein über 361 Betten (Stand 2025). Ende 2026 werden es 421 Betten sein. Das freigemeinnützige Krankenhaus Reinbek St.Adolf-Stift gehört zur überregionalen katholischen Trägergesellschaft Elisabeth Vinzenz Verbund.

## Geschichte
Schwestern von der heiligen Elisabeth gründeten am 1. Mai 1884 ein Kranken- und Siechenhaus in einem von Adolph Schramm ihnen auf Wunsch seiner spanischen Ehefrau Emilia überlassenen Fachwerkhaus in der späteren Talstraße. Von 14 Betten ist die Rede. 1890 schenkte die Witwe Schramms
das Haus und das Gelände den Ordensschwestern.
1897/98 wurde ein Neubau des Krankenhauses als St. Adolf-Stift errichtet. Die Einweihung fand am 28. Februar 1898 statt. Als Namensgeber und Patron wurde in Anspielung auf den Stifter Adolph Schramm Adolf von Tecklenburg gewählt.  Der Arzt und Medizin-Statistiker Albert Guttstadt spricht 1900 in seinem Krankenhaus-Lexikon von 20 Betten für Rekonvalescenten und 46 Krankenhausbetten, von denen 42 für Kinder vorgesehen waren. Ein Arzt und 9 graue Schwestern in Breslau waren das medizinische und pflegerische Personal. Im Beispieljahr 1899 wurden 89 Kranke 45 Tage gepflegt, außerdem 184 Rekonvalescenten und 77 Kinder. Ab 1898 unterhielt das St.Adolf-Stift auch ein Kinderheim. Für 1898 waren Ein- und Ausgaben ausgeglichen bei 11.130 RM. Einnahmen ergaben sich aus den Einnahmen beim Verpflegungsgeld und 1000 RM Spenden.
1908 spricht der Topograph Henning Oldekop weniger differenziert von offiziell 60 Betten, für den Fall eines Krieges waren weitere 25 Betten in Aussicht gestellt.
Im 1. Weltkrieg wurden hier Kriegsgefangene, Flüchtlinge aus Ostpreußen und unterernährte Kinder versorgt.
In der Weimarer Republik konnten die Schwestern sich wieder auf ihre eigentliche Pflegearbeit konzentrieren.
1930 wurde ein Anbau eingeweiht, wodurch die Bettenzahl auf 80 stieg.
Während des Zweiten Weltkriegs beschlagnahmte die Wehrmacht das Krankenhaus als Pflegeeinrichtung zunächst für lungenkranke, dann als Lazarett für kriegsversehrte Soldaten.
Bis in die 1950er Jahre oblag die medizinische Pflege den Ordensschwestern. Als 1952 eine Pflegeschule am Krankenhaus eingerichtet wurde, begann der schrittweise Abschied der Ordensschwestern aus der Pflege.
1954, 1976 und 1995 wurden weitere Erweiterungen des Krankenhauses vorgenommen, so dass die Bettenzahl auf über 300 stieg. Auch in den folgenden Jahren wurden ständig Modernisierungen an Gebäuden und Ausstattung vorgenommen, um den medizinischen, gesellschaftlichen und wirtschaftlichen Herausforderungen gerecht zu werden.

## Christliche Sozialethik und wirtschaftliche Organisationsform
Seit Beginn  war die Katholische Wohltätigkeitsanstalt zur heiligen Elisabeth (KWA) Trägerin dieser Einrichtung.
Als die KWA 2014 mit der Katholischen St. Bernward Stiftung Hildesheim fusionierte, wurde das Krankenhaus als Krankenhaus Reinbek St. Adolf-Stift GmbH Teil des Elisabeth Vinzenz Verbundes.

„Der Elisabeth Vinzenz Verbund (EVV) ist eine Trägergesellschaft für soziale Einrichtungen, die der Caritas als Wesensausdruck der Kirche und dem Geist ihrer Gründergestalten Elisabeth von Thüringen und Vinzenz von Paul verpflichtet ist.“

## Direktorium
Die Krankenhausleitung hat ein Direktorium inne:
Dazu gehört ein Ärztlicher Direktor, ein Pflegedirektor, ein Personaldirektor und ein Kaufmännischer Direktor (der zugleich Geschäftsführer der Krankenhaus Reinbek St. Adolf-Stift GmbH ist).

## Fachabteilungen
- Innere Medizin: 4.433 Behandlungen (aktuell[12])
- Kardiologie: 2.718
- Frauenheilkunde und Geburtshilfe: 2.640
- Allgemeine Chirurgie: 2.329
- Orthopädie und Unfallchirurgie: 2.143
- Urologie: 2.103
- Hämatologie und internistische Onkologie: 832
- Gefäßchirurgie: 751

## Zentren
- Onkologisches Zentrum[13]
- Speiseröhrenkrebszentrum[14]
- Darmkrebszentrum[15]
- Pankreaskrebszentrum[16]
- Gynäkologisches Krebszentrum[17]
- Brustkrebszentrum Reinbek[18]
- Shunt-Zentrum Reinbek[19]
- Endoprothetik-Zentrum für Hüfte und Kniegelenke[20]

## Modernisierung und Wachstum
Von 2023 bis 2026 bringt das St.Adolf-Stift 3 Großprojekte auf den Weg: einen Campus für Gesundheit, ein Notfallzentrum und eine Bettenerweiterung. Sie haben einen Umfang von 55 Millionen €.
Ziel der 3 Bauprojekte sei, so der Geschäftsführer Fabian Linke, „höchste medizinische Qualität“ mit regionaler Versorgung zu verbinden. Die Bettenerweiterung werde dazu führen, dass die Bettenzahl auf 421 gesteigert werde. Nur so könne das Krankenhaus sowohl die regionale Notfallversorgung als auch die „Leuchttürme“ frei wählbarer Fachabteilungen gewährleisten.

## Qualitätsranking
- In der FAZ-Studie „Deutschlands beste Krankenhäuser“ 2025 gehört das Krankenhaus Reinbek St.Adof-Stift in der Kategorie mit 300 bis 500 Betten zu den ausgezeichneten Krankenhäusern.[26]
- Das „World´s best Hospitals“-Ranking von Newsweek zählt das Krankenhaus Reinbek St.Adolf-Stift 2025 zu den besten Kliniken in Deutschland.[27]

## Verein der Freunde und Förderer
Der Verein der Freunde und Förderer des Krankenhauses Reinbek St. Adolf-Stift e.V. wurde im Jahr 1997 gegründet. Er setzte sich zum Ziel, mit Mitgliedsbeiträgen und Spenden das Leistungsspektrum und das Niveau des Hauses nachhaltig zu stärken und entwickeln. Der Förderverein hat mittlerweile mehr als 600 Mitglieder. 2016 wurde vom Verein auch eine Stiftung mit denselben Zielen gegründet.

## Galerie

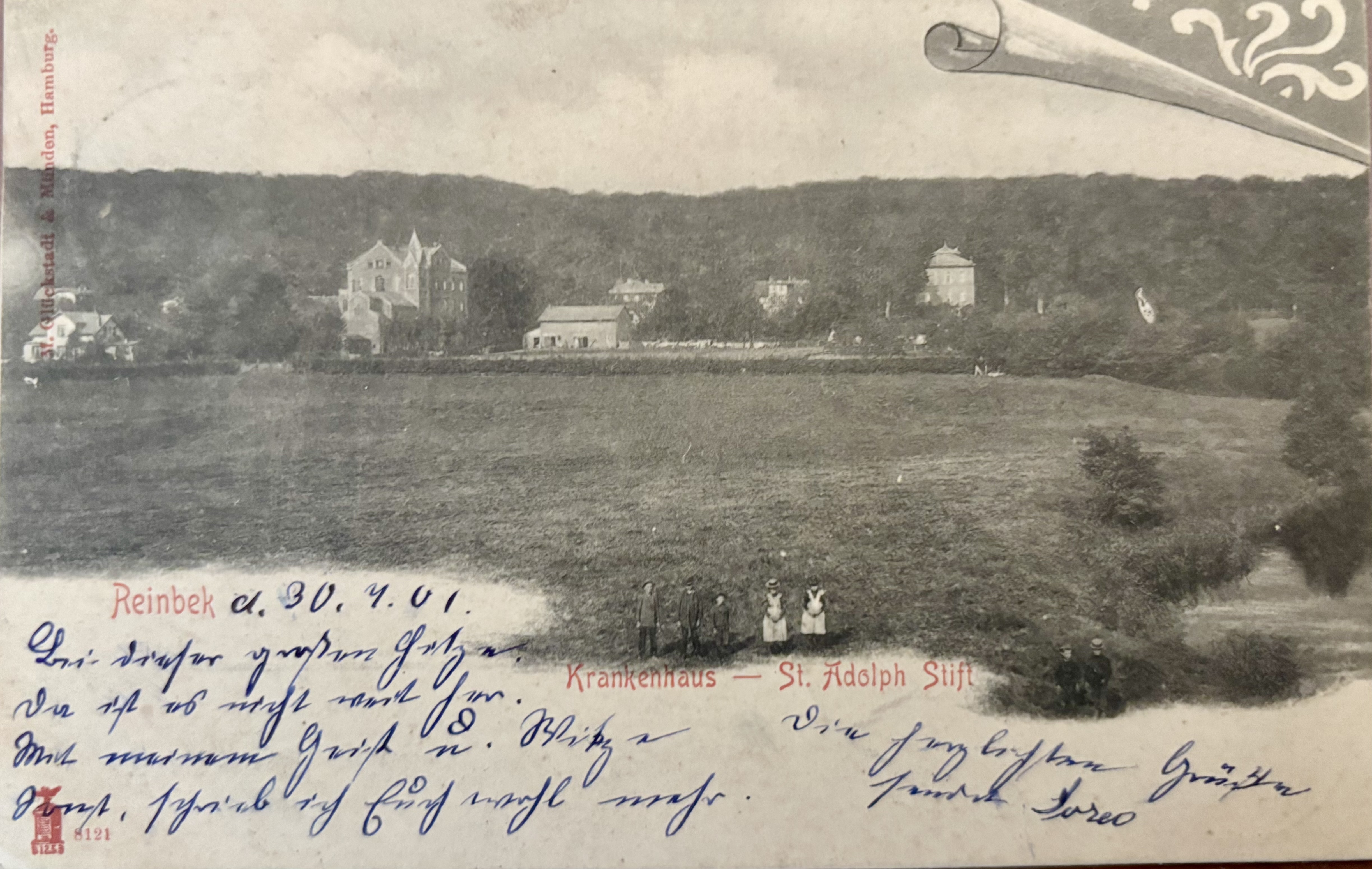
Die Postkarte zeigt das St.Adolf-Stift eingebettet in die damalige Landschaft (ca. 1901)
Das St.Adolf-Stift, Reinbek, Nahaufnahme (ca. 1900)